# Galleta rellena

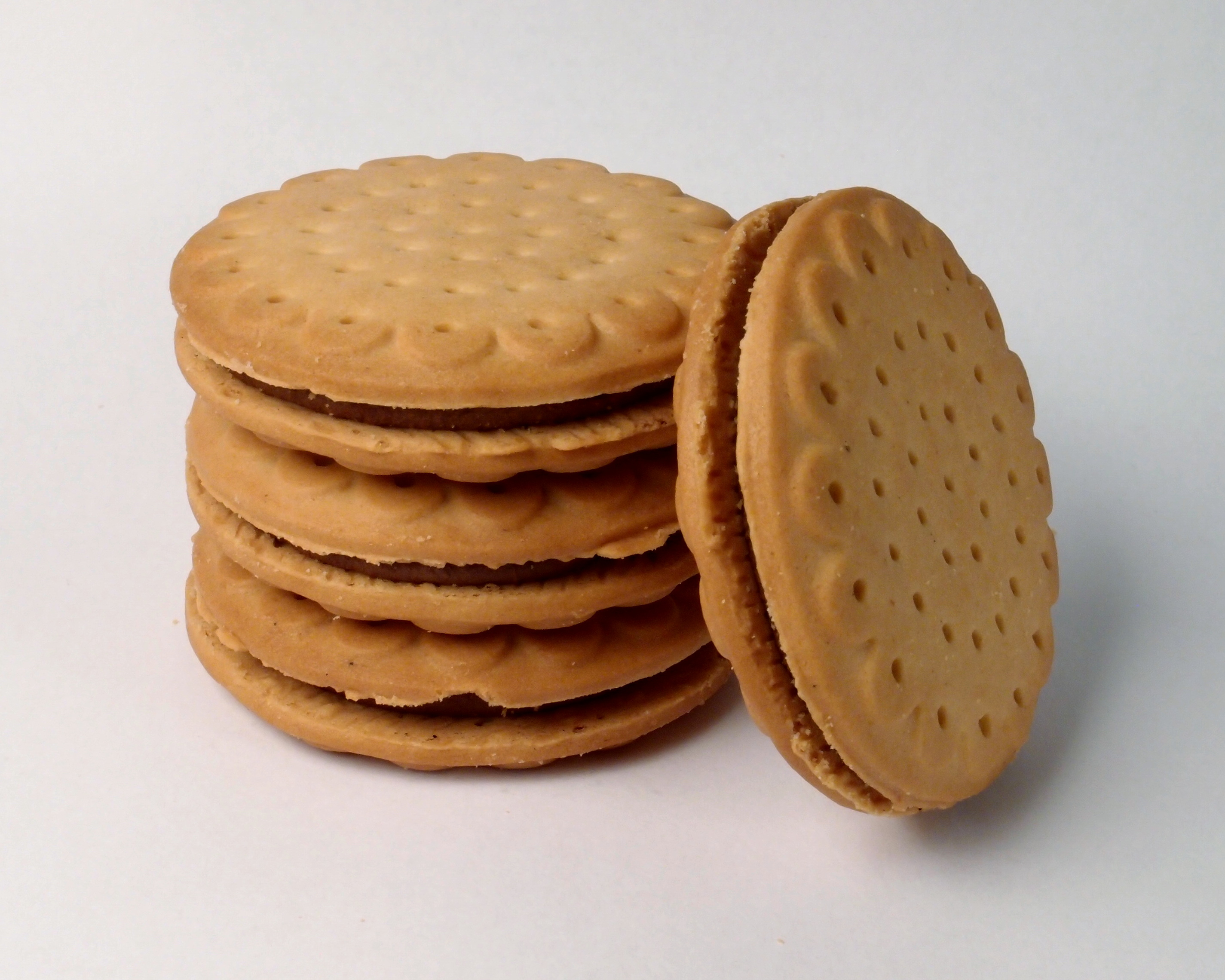
Galletas rellenas

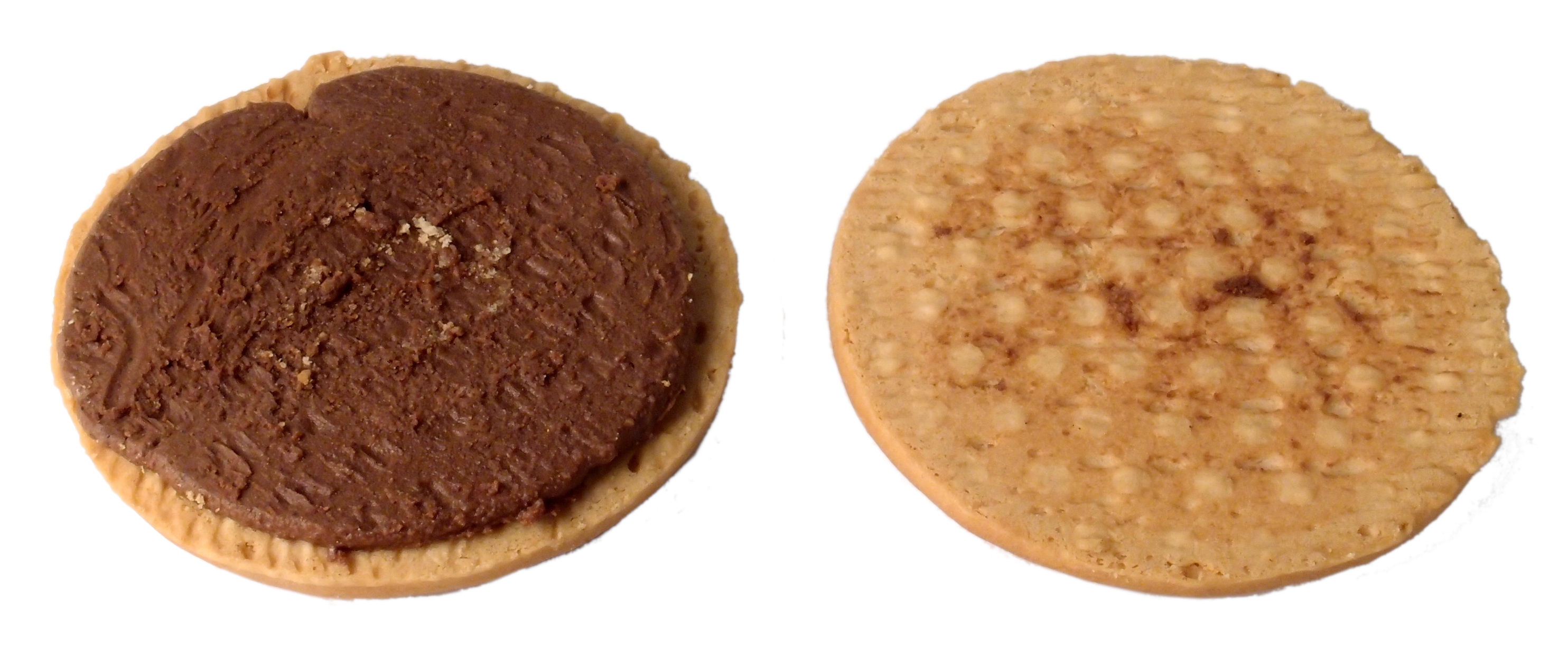
Una galleta rellena abierta

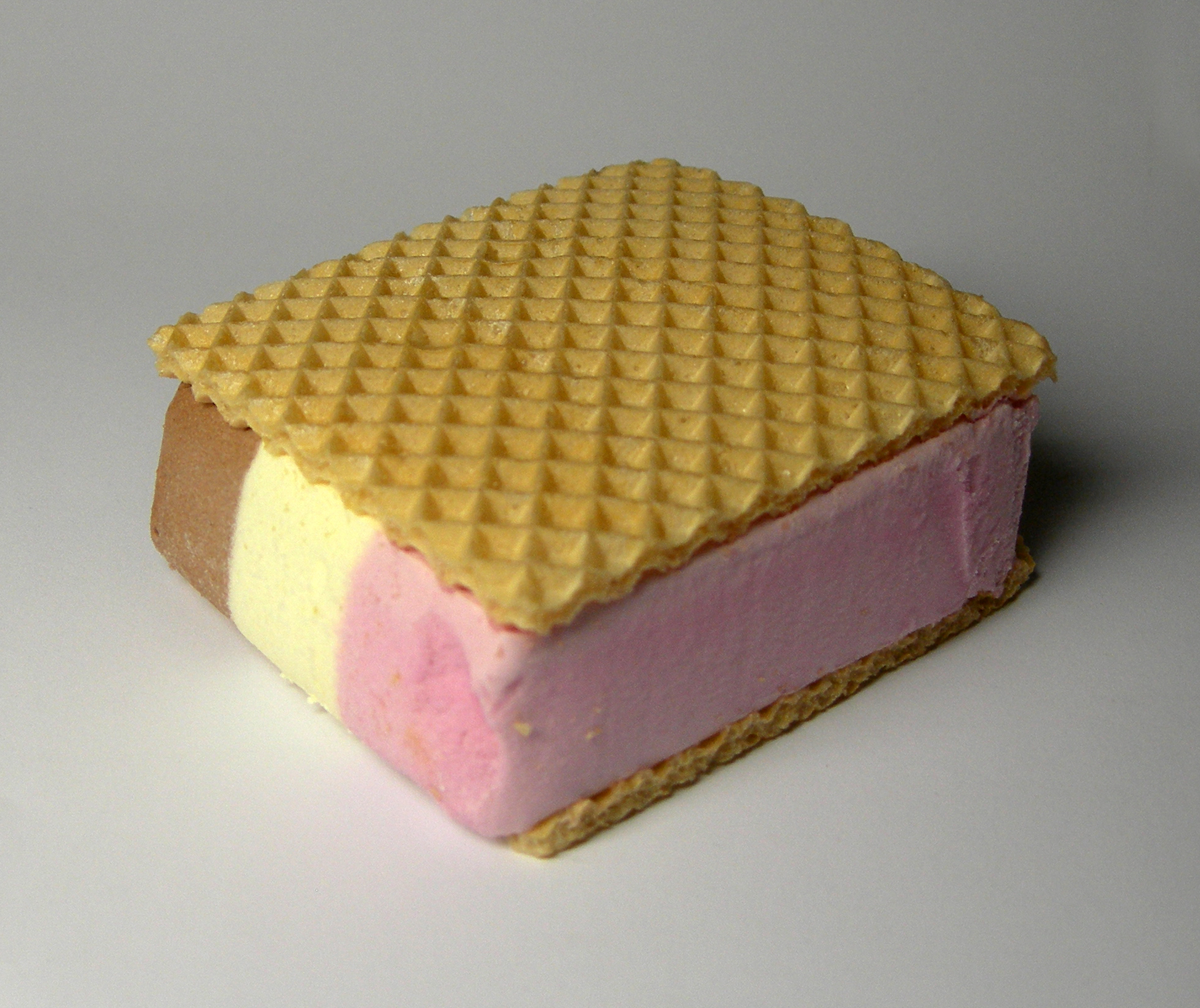
Un helado napolitano preparado con obleas

Las galletas rellenas son un tipo de galletas que consisten de dos tapas y un relleno. Muchos tipos de relleno son utilizados, como ganache, crema de mantequilla, chocolate, queso crema, mermelada, mantequilla de maní, crema de fruta y helado, entre otros. El pastel Whoopie es considerado un tipo de galleta rellena.

## Lista de galletas rellenas
- Custard cream
- Sándwich de helado
- Jammie Dodgers
- Galletas de hoja de arce con crema
- Oreo
- Pastel Whoopie
- Oblea
- Marilú (Venezuela)
- Rumba galleta (Argentina)
- Tritón (Chile)
- Frac (Galleta) (Chile)